# Шеммам, Халиль
Халиль Шеммам (араб. خليل شمام‎; родился 24 июля 1987, Тунис, Тунис) — тунисский футболист, защитник клуба «Эсперанс» и сборной Туниса.

## Клубная карьера
Шеммам начал карьеру в клубе «Эсперанс» из своего родного города. В 2006 году он помог клубу выиграть чемпионат Туниса. В составе команды Халиль ещё пять раз стал чемпионом страны, четыре раза завоевал Кубок Туниса, выиграл Лигу чемпионов КАФ и Кубок арабских чемпионов. Летом 2014 года Шеммам перешёл в португальскую «Виторию Гимарайнш». 10 января 2015 года в матче против столичной «Бенфики» он дебютировал за основной состав в Сангриш-лиге. Халиль не смог стать основным игроком и по окончании сезона вернулся в «Эсперанс». В составе клуба он ещё дважды выиграл чемпионат.

## Международная карьера
20 августа 2008 года в товарищеском матче против сборной Анголы Шеммам дебютировал за сборную Туниса. В 2010 году он в составе национальной команды поехал на Кубок Африканских наций. На турнире он был запасным и на поле не вышел. В 2012 году Хаилль во второй раз принял участие во розыгрыше Кубка Африки. Он принял участие в поединках против Ганы и Габона.
В 2013 году Шеммам в третий раз принял участие в турнире. Он провел на поле три встречи группового этапа против сборных Кот-д’Ивуара, Того и Алжира.

## Достижения
Командные
 «Эсперанс»
- Чемпионат Туниса по футболу (8) — 2005/06, 2008/09, 2009/10, 2010/11, 2011/12, 2013/14, 2016/17, 2017/18
- Победитель Лиги чемпионов КАФ — 2011
- Победитель Арабской лиги чемпионов (2) — 2009, 2017
- Обладатель Кубка Туниса (4) — 2007, 2008, 2011, 2016